# Ptilinus flavipennis
Ptilinus flavipennis är en skalbaggsart som beskrevs av Thomas Casey 1898. Ptilinus flavipennis ingår i släktet Ptilinus och familjen trägnagare. Inga underarter finns listade i Catalogue of Life.